# Lajhárok
A lajhárok (Folivora) az emlősök osztályának (Mammalia), a vendégízületesek öregrendjének (Xenarthra), azon belül a szőrös vagy páncélozatlan vendégízületesek (Pilosa) rendjének egyik alrendje. A csoport megítélése korábbi rendszerekben (Brehm, Dudich−Loksa-féle állatrendszer, Urania Állatvilág) is hasonló volt, azzal a különbséggel, hogy a lajhárokat csak egy családnak tekintették, mivel a vendégízületesek csak egy rendet képviselt – a mai öregrendi szintje helyett. A lajhárok legközelebbi ma élő rokonai a hangyászok (Vermilingua), ezekkel együtt alkotják a szőrös vendégízületesek rendjét. A ma élő lajhárok szinte csak maradványai az egykor nagyon alakgazdag csoportnak. A kihalt lajhárféléket a taxonómia több családba sorolja, amelyek között elefánt nagyságú, hatalmas növényevőket is találunk. A ma élő fajok jellegzetes fán lakó állatok, amelyek annyira szélsőségesen alkalmazkodtak ehhez az életmódhoz, hogy a földön szinte alig tudnak mozogni.

## Evolúciójuk

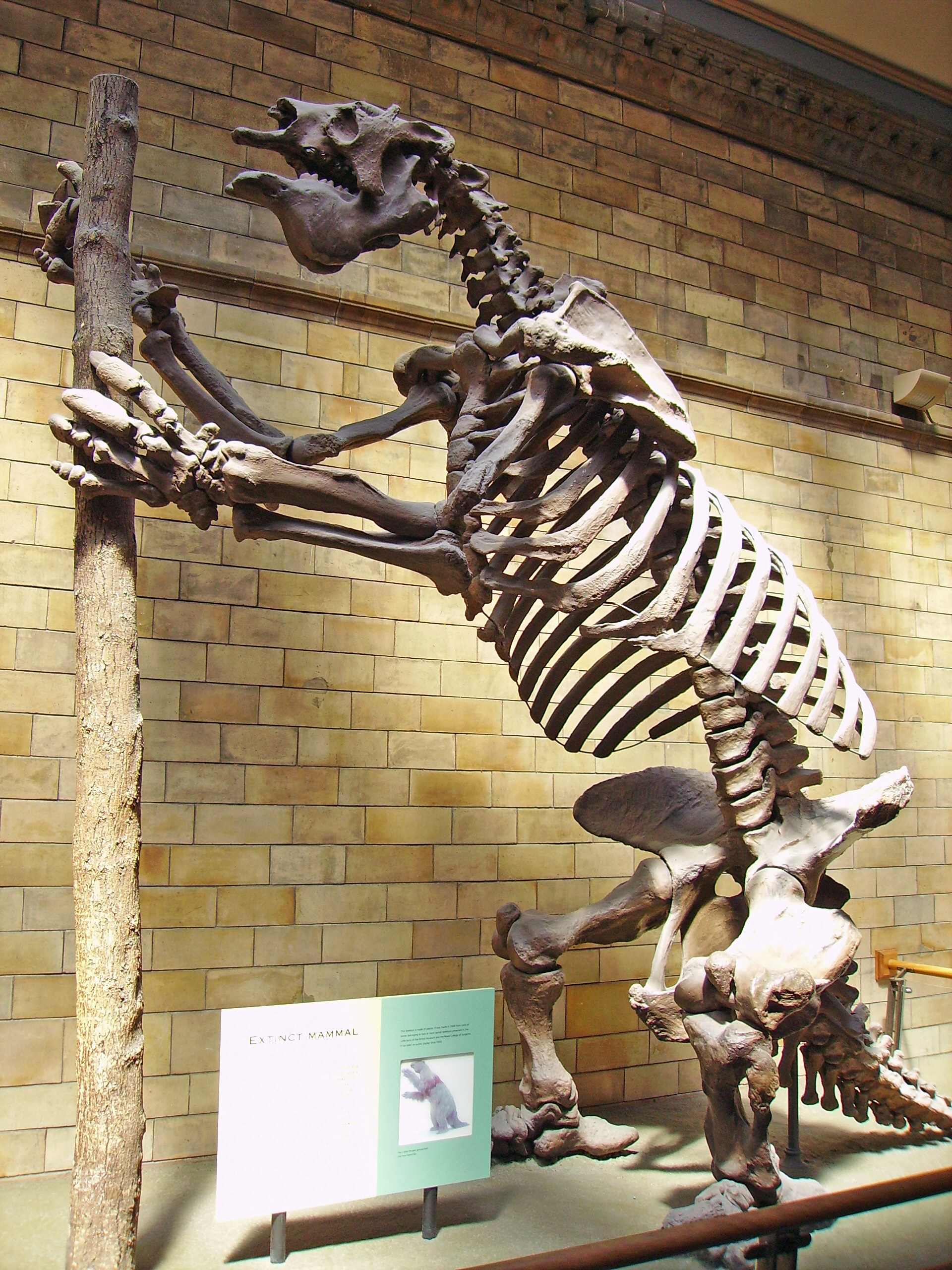
A Megatherium egy ősi, nagy testű óriáslajhár

A lajhárok a földtörténeti újidő oligocén időszakában alakulhattak ki, és fénykorukat a pleisztocénban élték, amikor hatalmas testű képviselőik fejlődtek ki, számos nemzetségük élt (egyes források szerint 20−22 nem). Ezek talajon mozgó, lassú járású, lomha állatok lehettek, amelyek hátsó két lábukon ülve, farkukkal támaszkodva fogyasztották a fák leveleit.
A kihalt lajhárokat a következő családokba osztják be:
- Megalonychidae – jellegzetes faja a Megalonyx, ami az egyik legsikeresebb vendégízületes faj volt, ugyanis Észak- és Dél-Amerika összecsatlakozása után átvándorolt Észak-Amerikába, sőt egészen Alaszkáig hatolt fel. Testfelépítésének jellegzetességei a hosszú nyak, karcsú végtagok, hosszúsága mintegy 3 m volt.
- Megatheriidae – jellegzetes, sőt a legjobban ismert kihalt lajhárfaj a Megatherium. Elérte az 5 m-es hosszúságot.
- Mylodontidae – medve nagyságú lajhár lehetett, melynek maradványai a korai holocén időszakból is előkerültek (például Patagónia területéről). Nemcsak csontjai, hanem még a prémje és ürüléke is fennmaradt. Szőrzetét – a mai lajhárokhoz hasonlóan – algák színezték meg.

A ma élő lajhárokat korábban élesen elválasztották a földtörténet korábbi időszakaiban élt, nagy testű lajhároktól. De vélhetőleg a ma élő fajok nem monofiletikus származásúak, hanem más-más kihalt családok utolsó képviselői. A kétujjú lajhárok (Megalonychidae) a Megalonychidae család utolsó képviselői – mint azt újabb latin nevük is mutatja. A háromujjú lajhárok (Bradypodidae) pedig valószínűleg a Megatheriidae család közeli rokonai.

## Anatómiai jellegzetességek

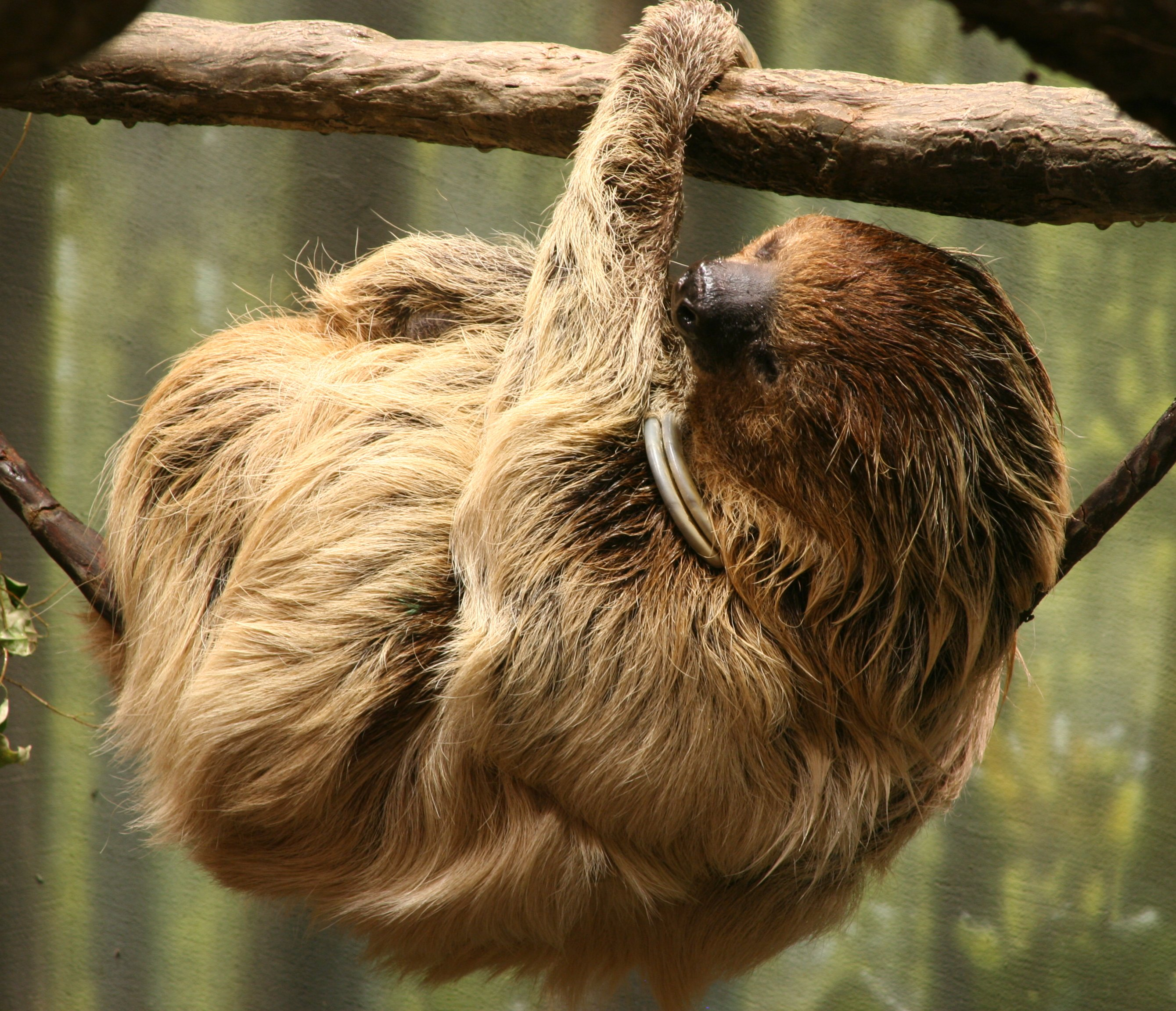
Kétujjú lajhár a buffalói állatkertben

A ma élő lajhárok testfelépítése a sajátos életmódnak megfelelően jelentősen módosult, igen különleges.
A mellső végtagok igen hosszúak, a hátsók jóval rövidebbek. A lábaikon hatalmas, sarlószerű karmokat viselnek. A lábujjaik a bőr alatt teljesen összenőttek, a karmok pedig erősen görbültek és hátrahajlók: mindez lehetővé teszi, hogy a legkisebb erőfeszítés és izommunka nélkül lógjanak a fák ágain. Ehhez még az is hozzájárul, hogy homorú talpuk szorosan hozzásimul a faágakhoz.
A csontozat felépítése is kedvez a végtagok és a nyak mozgékonyságának, ugyanis a háromujjú lajhárok körében a nyakcsigolyák száma a szokásos 7-ről 9-re emelkedik, így fejüket szinte képesek a tengelye körül körbeforgatni, emellett mászás közben fejük továbbra is előre néz. Érdekes azonban, hogy a kétujjú lajhároknak csak 6 nyakcsigolyájuk van, vagyis ott nemhogy növekedést, hanem csökkenést tapasztalunk. Nemcsak a nyakcsigolyák, de a bordákat viselő csigolyák száma is nagyobb: 14 helyett 24, az emlősök között a legtöbb. A bordákat nem viselő csigolyák száma 3−4 darabra csökkent. A bordák a lajhároknál nemcsak a tüdőket és a szívet védik, hanem szinte támasztják az összes belső zsigeri szervet – éppen a folyamatos lógó életmód miatt van erre szükség.
A fej gömbölyded, rövid. A szájnyílás igen kicsiny, az ajkak alig mozgathatók. A szájüregben felül mindkét oldalon 5−5 henger alakú zápfog van, alul 4−4 kisebb fogmaradvány. A lajhárok embriójának vizsgálatakor metszőfog-kezdeményeket is felfedeztek, tehát őseiknek lehettek metszőfogaik is. Szemük és fülkagylóik is igen kicsik; az utóbbiak a szőr alatt találhatóak. A farkuk csak alig észrevehető csonkként maradt meg.
A lajhárok gyomra összetett. Alakja hosszúkás, két oldalra osztott, és a nyelőcső a két rész között torkollik a gyomorba. A gyomor jobb fele kisebb, és bélszerűen háromszor csavarodott, bal felét vastag izomszerű ráncok három egységre osztják fel. A szívük, májuk és lépük kicsik. A légcső alakja igen szokatlan: nagyon hosszú, és a mellüregben hurkot alkot. Ennek kialakulása valószínűleg a növekedéssel függ össze, hisz a fiatal embriókon ez még nem figyelhető meg, azaz posztembrionális képződményről van szó. Kialakulását azzal magyarázzák, hogy a trachea gyorsabban nő, mint a mellkas – mivel kénytelen a fej forgását követni −, így mintegy felgöngyölődik.
Agyvelejük igen kicsi, kevés barázdával, így szellemi képességeik csekélyek. Szaglásuk kiváló, hallásuk és látásuk kevésbé fejlett.

## Életmódjuk

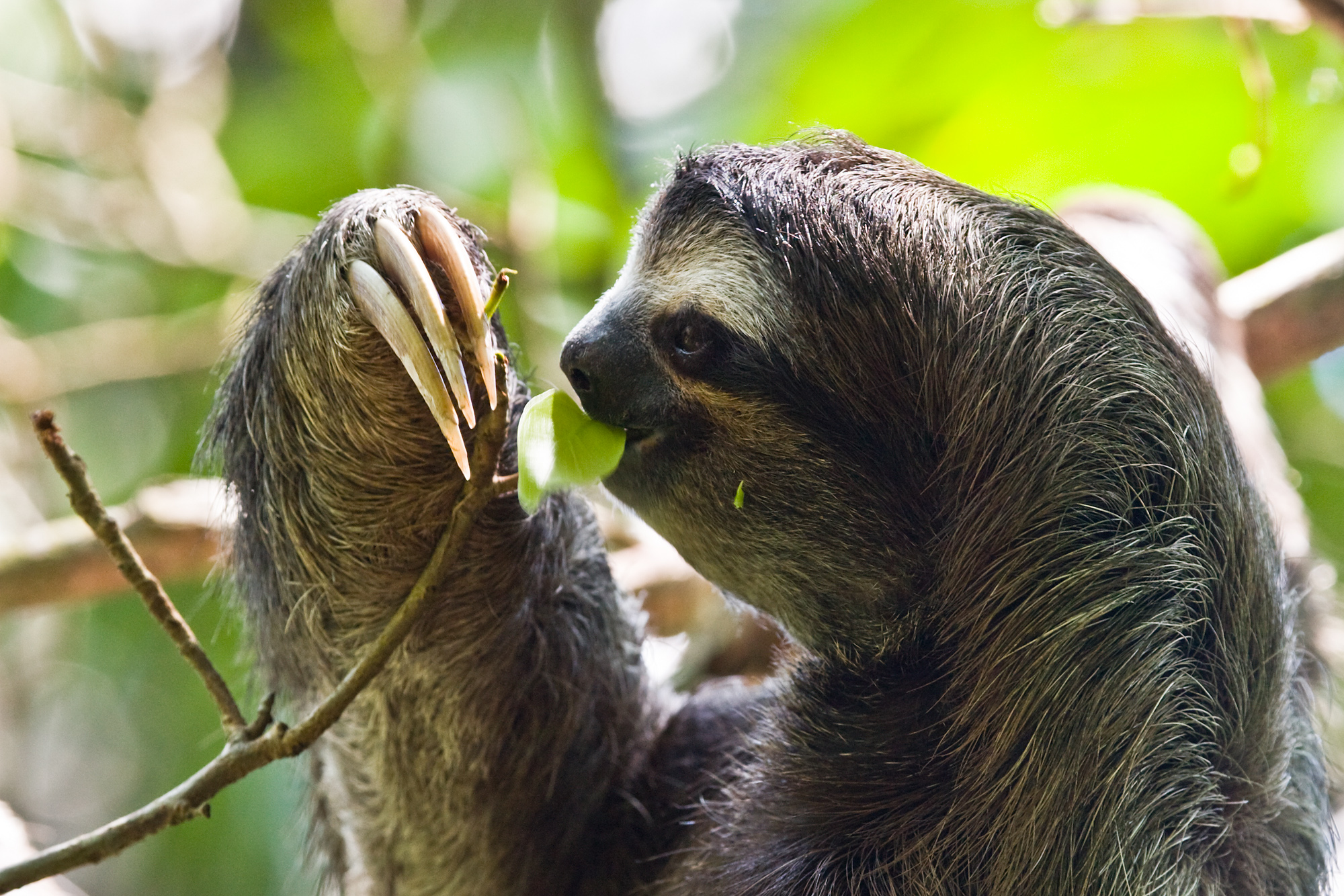
Levelet rágcsáló lajhár

Fán élő, kizárólag levelekkel táplálkozó állatok, és kalóriaszegény étrendjüknek köszönhetően energiatakarékos életmódot választottak. Napi 9−10 órát alszanak, és amikor ébren vannak, jellegzetes testtartással, fejjel lefelé haladnak az ágakon, kb. 400 m-t téve meg óránként. A földön – ahova egyébként nagyon ritkán mászik le, hetente talán egyszer, akkor is üríteni – 250 m/h-s sebességgel kúszik, viszont alkalmanként vízbe is merészkedik, ahol sokkal gyorsabban képes úszni. Testhőmérsékletük szokatlanul alacsony az emlősök körében (30−34 °C aktív életmód során, és még alacsonyabb alvás közben).
Zsákszerű gyomrukban baktériumok segítik a levelek emésztését, és a táplálék akár egy hónapot is elidőzhet a lajhár emésztőrendszerében.
A lajhár szőrébe beletelepszik egy algafajta, amely a száraz évszakban barna, az esős évszakban zöld, így beleolvad a környező mohába és lombokba, és olyan, mint egy termesz- vagy mókusfészek, vagy egyszerűen a fa része lenne.
A lajhár lassú életmódja miatt a lassúság szinonimájává vált a köznyelvben, gyakori inaktív életvitelük miatt régebben azt hitték róluk, hogy pusztán a „levegőből élnek”.

## Előfordulásuk

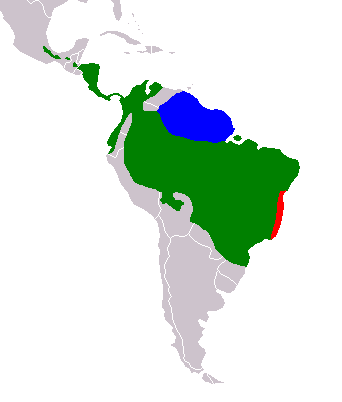
A háromujjú lajhár (Bradypus tridactylus) elterjedése Dél-Amerikában

Közép- és Dél-Amerika erdőiben élő emlősök közé tartoznak. Két élő családot különböztetünk meg, a háromujjú lajhárfélék (Bradypodidae) és a kétujjú lajhárfélék (Megalonychidae) családját. A felosztást az állatok mellső mancsa határozza meg, mivel a hátsó mancsokon minden lajhárnak három ujja van.

## Rendszerezése
Az alrendbe 2 élő család és 6 élő faj tartozik:
- kétujjú lajhárfélék (Megalonychidae) – 1 élő nem tartozik a családba
- háromujjú lajhárfélék (Bradypodidae) – 1 nem tartozik a családba

A két élő család mellett, az alrendbe az alábbi 5 fosszilis család is tartozik:
- †óriáslajhár-félék (Megatheriidae)
- †Mylodontidae
- †Nothrotheriidae
- †Orophodontidae
- †Scelidotheriidae